# Le Prince jaune
Le Prince jaune (Jovtyj Kniaz) est un roman-témoignage de Vassyl Barka (ou Vassil Barka) sur l'Holodomor, la grande famine qui a frappé l'Ukraine en 1932-1933. Il a été écrit entre 1958 et 1961 et est paru en 1963.

## Résumé
Le Prince jaune raconte l'histoire de Myron Danylovytch et de sa famille : sa femme Daria Oleksandrivna, ses trois enfants, Mykola, Olenka et Andrikjo, et sa mère. Ils vivent à Klénototcha, un petit village ukrainien.
Le paysan Myton est confronté à l'agent communiste intransigeant Grégory Otrokhodine, qui veut mettre en application la collectivisation.
Le père Myron essaie d'aider sa famille à trouver de quoi s'alimenter ; il «se bat pour chaque betterave pourrie», entreprend un long trajet pour essayer de ramener de la nourriture et meurt de froid au moment du retour. Seul son fils cadet réussit à survivre et s'éloigne du village devenu désert, où les demeures s'étaient changées en tombes.
Le Prince jaune est «une incarnation du mal qui sème la souffrance et la mort parmi les gens».

## Thème
Le roman traite de trois thèmes principaux : les souffrances d'une famille de paysans, qui sont en quête de pain ; la psychologie des personnages affamés, qui malgré leur modification intérieure, liée à l'obsession de la faim, préservent leur humanité ; l'évocation dans une perspective métaphysique de puissances ennemies de l'être humain.

## Contexte historique
Entre 6 et 8 millions d'Ukrainiens perdent la vie dans cette famine "organisée" par Staline dans le but d'affaiblir la résistance nationale ukrainienne, en particulier la résistance opposée par la paysannerie. Le blé, récolté en abondance, avait été confisqué par le gouvernement soviétique.

## Citation
Les enfants «prostrés, supportaient tout sans dire un mot ; leurs bras pendaient comme des branches desséchées. Ils ressemblaient à des vieillards, dont ils avaient la gravité. Jamais ils ne souriaient. Seuls leurs yeux brillaient d'un éclat si douloureux et si étrange qu'ils semblent ne plus appartenir à ce monde».

## Édition française
Vassil Barka, Le Prince jaune, éditions Gallimard, collection Du monde entier, 1981, 364 pages. Traduit de l'ukrainien par Olga Jaworskyj, préface de Piotr Rawicz.